# Димов, Пламен
Пламен Диянов Димов (болг. Пламен Диянов Димов; 29 октября 1990, Бургас, Болгария) — болгарский футболист, защитник.

## Карьера
Футбольную карьеру начал в 2009 году в составе клуба «Черноморец» Поморие.
В 2012 году перешёл в «Черноморец» (Бургас).
В 2013 году стал игроком болгарского клуба «Левски».
В 2015 году играл за казахстанский клуб «Кайсар».
В 2017 году подписал контракт с клубом «Ботев» (Пловдив), за который провёл 25 матчей в чемпионате Болгарии.
В 2018 году перешёл в «Черно море».
В 2019 году продолжил карьеру в Казахстане, в составе клуба «Окжетпес».
В 2020 году стал игроком узбекского клуба «Андижан».
В марте 2022 года подписал контракт с литовским клубом «Ритеряй».
В августе 2022 года перешёл в болгарский клуб «Спартак» (Варна).

## Достижения
«Ботев» Пловдив
- Обладатель Суперкубка Болгарии: 2017

## Семья
Отец Пламена — болгарский футболист Диян Петков. Также у него есть брат-близнец — тоже футболист Галин Димов.
В 2020 году женился на казахстанке по имени Оля. 4 июля 2021 года в Караганде родилась их дочь — Бьянка Пламен Димова. Также у них есть сын Платон.